# 森村 (長野県)
森村（もりむら）は長野県埴科郡にあった村。現在の千曲市大字森にあたる。

## 地理
- 山：有明山、五里ヶ峯、鏡台山、大峯山

## 歴史
- 1889年（明治22年）4月1日 - 町村制の施行により、近世以来の森村が単独で自治体を形成。
- 1923年（大正12年）「長野県史蹟名勝天然記念物調査報告書」で「森村将軍塚」を報告。
- 1955年（昭和30年）
  - 4月1日 - 屋代町・雨宮県村と合併して埴科屋代町が発足。同日森村廃止。
  - 6月1日 - 埴科屋代町が改称して屋代町となる。
- 1959年（昭和34年）6月1日 - 屋代町が埴生町・更級郡稲荷山町・八幡村と合併して更埴市が発足。
- 2003年（平成15年）9月1日 - 更埴市が戸倉町・更級郡上山田町と合併して千曲市が発足。

## 交通

### 鉄道路線
現在は旧村域を北陸新幹線が通過するが、当時は未開業。

### 道路
現在は旧村域を上信越自動車道が通過するが、当時は未開通。